# Rattiszell
Rattiszell là một đô thị trong huyện Straubing-Bogen bang Bayern, Đức.